# Gornji Grad (Slovenija)
Gornji Grad je naselje i središte istoimene općine u središnjoj Sloveniji. Gornji Grad se nalazi u pokrajini Štajerskoj i statističkoj regiji Savinjskoj. 

## Stanovištvo
Prema popisu stanovništva iz 2002. godine Gornji Grad je imao 992 stanovnika.

## Vanjske poveznice
- Plan i karta naselja  Arhivirana inačica izvorne stranice od 29. srpnja 2017. (Wayback Machine)